# Taran (okrętownictwo)
Taran – element dzioba w konstrukcji dawnych okrętów, służący do zatapiania nieprzyjacielskich okrętów poprzez taranowanie, czyli uderzenie własnym okrętem we wrogi.

## Historia

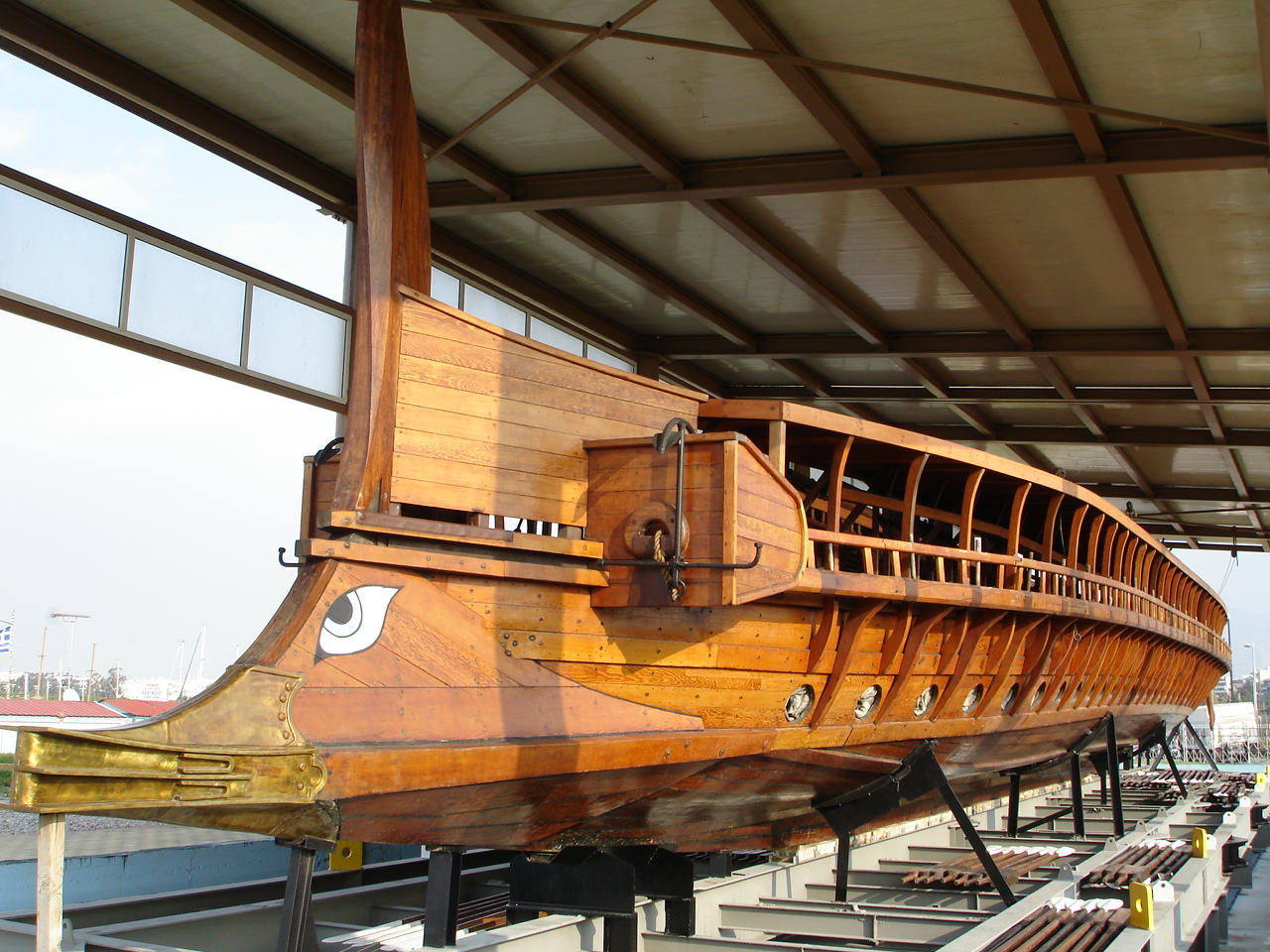
Taran na dziobie repliki okrętu antycznego (ateńskiej triery)

Taran stosowany był pierwotnie w starożytności na okrętach wiosłowych, m.in. greckich, fenickich i rzymskich. Upowszechnił się około XII/XI wieku p.n.e. Miał postać wydłużonego pod wodą i zaostrzonego dziobu okrętu (ostrogi) lub wystającej, zaostrzonej i okutej brązem belki. Z czasem stosowano też zdobione ostrogi lub kształty głów zwierząt. Taran umieszczano na linii wodnej lub pod wodą i jego zadaniem było przebicie burty atakowanego okrętu pod wodą, co powodowało jego zatonięcie. W epoce okrętów żaglowych statki nie miały taranu z uwagi na małą przydatność tego sposobu walki na żaglowcach. Pozostał on jednak na wciąż stosowanych w średniowieczu galerach, np. bizantyjskich. Przedstawienia z IX wieku ukazują jeszcze tarany podwodne, ale zaczęły już wówczas dominować tarany nadwodne, służące do niszczenia wioseł okrętów. W tym charakterze broń ta była stosowana do drugiej połowy XVII wieku, kiedy wzrost roli artylerii i zmiana zadań galer spowodowały całkowite odejście od taktyki taranowania.

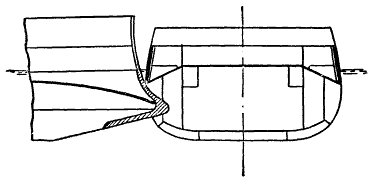
Schemat uderzenia taranem własnego okrętu w jednostkę pływającą wroga

Ponownie zaczęto stosować taran na okrętach w połowie XIX wieku, gdy żagle zastąpiono maszynami parowymi, które uniezależniły manewrowanie okrętem od wiatru. Wpływ miało także powstanie okrętów pancernych, chronionych przez pociskami. Pierwsze jednostki, które ponownie wyposażono w taran, to dwa budowane od 1859 roku francuskie pancerniki typu Magenta oraz konfederacki okręt CSS „Manassas” z 1861 roku z wojny secesyjnej w Ameryce. Począwszy od 1861 roku, podczas starć na rzekach i wodach przybrzeżnych wojny secesyjnej doszło do licznych przypadków taranowania, nawet przez jednostki nie posiadające specjalnego taranu. Korzystne ku temu warunki stwarzały walki na ograniczonych przestrzeniach, gdy okręty nie miały możliwości swobodnego manewrowania, na przykład podczas walk na Missisipi. W przypadku płaskodennych okrętów rzecznych z reguły nie miały one taranów w kształcie ostróg, gdy wystarczało samo wzmocnienie dziobu.

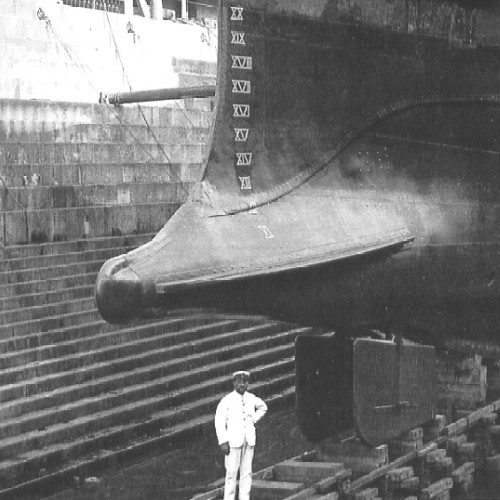
Taran na dziobie angielskiego taranowca HMS "Polyphemus" (1881)

Na ponowne szerokie wprowadzenie taranu do konstrukcji okrętów pełnomorskich wywarły wpływ błędnie zinterpretowane wnioski z bitwy pod Lissą w 1866 roku, kiedy starły się dwie pełnomorskie eskadry. W ciągu całej bitwy jednak podjęto 13 prób taranowania, z czego skuteczne okazały się tylko dwie, a zatonął tylko jeden zaatakowany drewniany okręt („Re d'Italia”). Przez pewien czas istniała nawet klasa okrętów, której podstawowym przeznaczeniem było taranowanie okrętów wroga (taranowce). XIX-wieczny taran miał postać wzmocnionego dziobu okrętu, wydłużonego w ostrogę w części podwodnej. Wykonany był z żelaza, następnie odlewanej stali, ewentualnie brązu. W praktyce jednak nowoczesna wojna morska już tylko sporadycznie stwarzała możliwości taranowania wroga. Wobec celu zachowującego możliwość manewrowania, trafienie w okręt, najlepiej niemal pod kątem prostym, było bardzo trudne i w dużej mierze zależało od błędu lub zbiegu okoliczności. Z drugiej strony paradoksalnie taran stał się przyczyną wielu zatopień własnych okrętów w kolizjach spowodowanych w szyku. W latach 1868–1903 zdarzyło się ich co najmniej 16, z czego sześć zakończonych zatopieniem okrętów. Bitwa pod Lissą była zarazem ostatnim starciem, w którym taktyka taranowania odegrała istotną rolę.

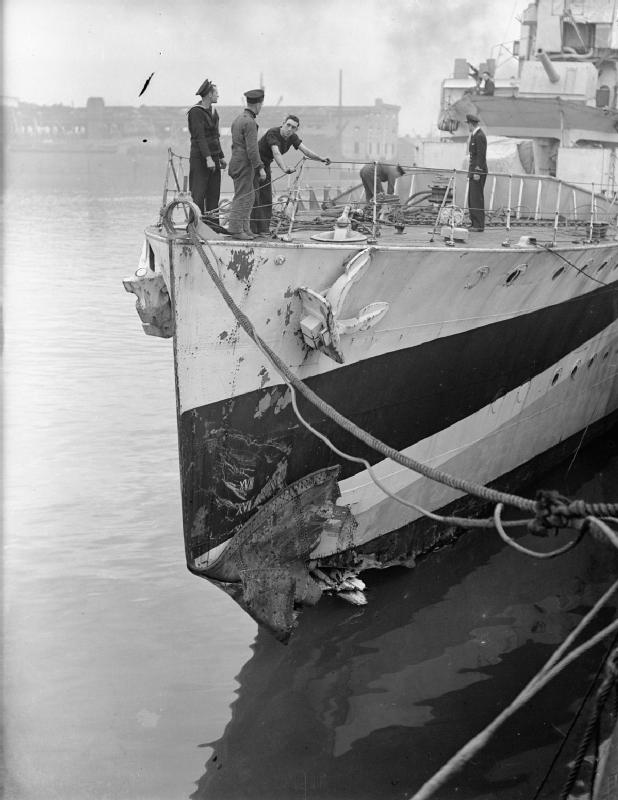
Dziób brytyjskiego niszczyciela uszkodzony po przypadkowym taranowaniu niemieckiego U-Boota (II wojna światowa)

Pod koniec XIX wieku i na początku XX wieku powszechnie jeszcze stosowano dziobnicę w formie taranowej (wystającą do przodu w części podwodnej), lecz z reguły nie pełniła ona już funkcji taranu, nie będąc odpowiednio wzmocniona. Między innymi w przypadku okrętów francuskich, mających szczególnie długie dziobnice taranowe, nie miały one w rzeczywistości służyć do walki, lecz celem takiego rozwiązania było zmniejszenie ciężaru części dziobowej poprzez skrócenie górnej części dziobu, przy zachowaniu dobrej dzielności morskiej. W konstrukcji okrętów liniowych zaprzestano ostatecznie stosować dziobnicę taranową po I wojnie światowej, na okrętach lżejszych klas (krążowniki, niszczyciele) – jeszcze przed jej wybuchem.
Podczas I i II wojny światowej nadal sporadycznie stosowano taranowanie w taktyce walki morskiej, lecz wyłącznie w szczególnych okolicznościach, zwłaszcza przy zwalczaniu okrętów podwodnych, i nie dotyczyło ono atakujących okrętów (korwet, niszczycieli) wyposażanych w taran.